# Yūbari (croiseur)
Pour les articles homonymes, voir Yūbari.
Le Yūbari (夕張) est un croiseur léger de 1re classe de la Marine impériale japonaise construit par l'arsenal naval de Sasebo.

## Conception

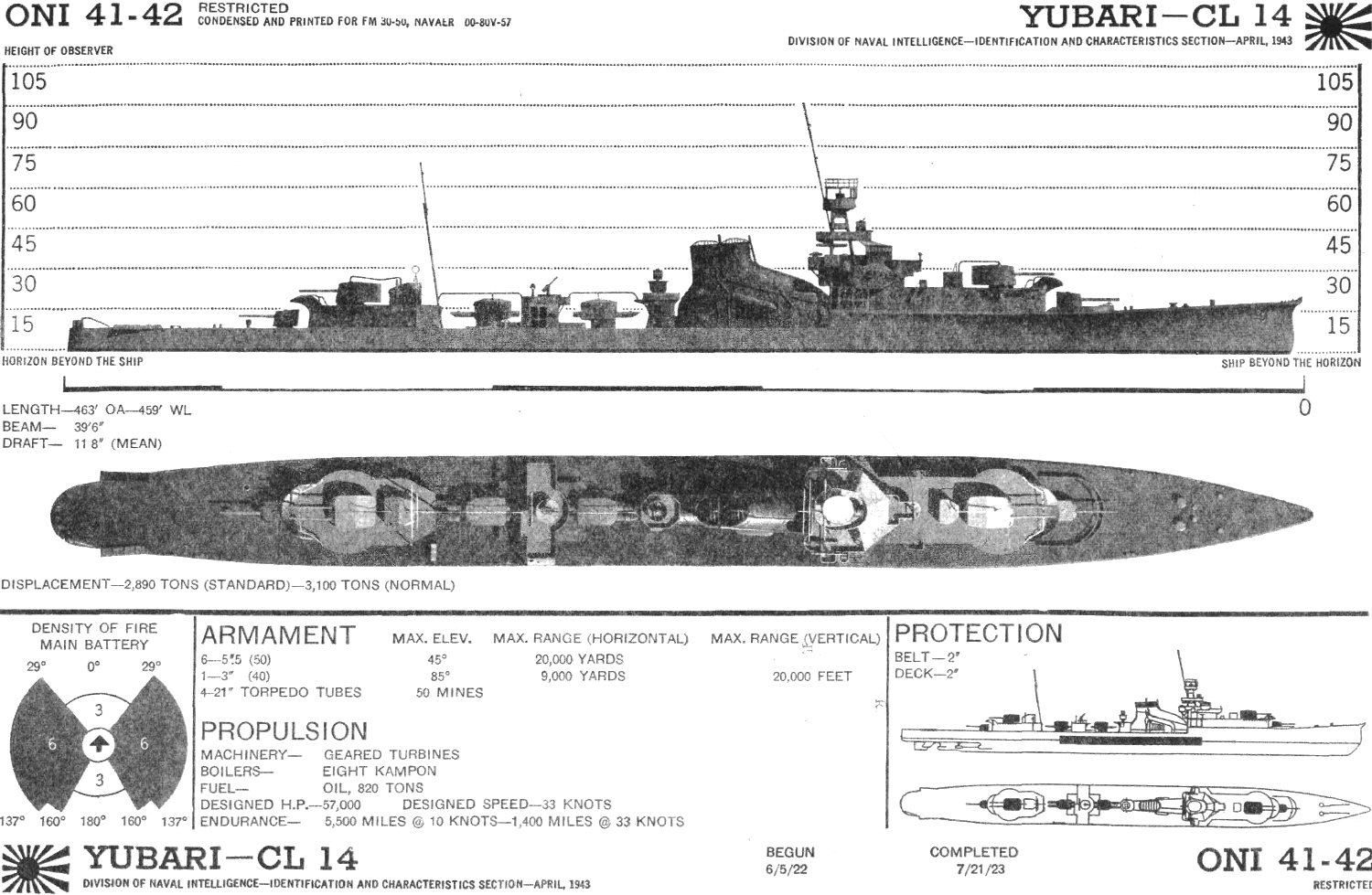
Page de reconnaissance du Yūbari de l'Office of Naval Intelligence.

Le navire était à l'origine un croiseur léger expérimental, qui aurait le potentiel de combat de la norme des 5 000 tonnes japonais sur un bateau beaucoup plus léger estimé à 3 800 tonnes. Il fut dessiné par l'architecte naval japonais Yuzuru Hiraga.

Les canons de 140 mm étaient montés sur la ligne médiane dans des tourelles blindées intégrées dans la structure de la coque. Deux étaient doubles, une à l'avant et l'autre à l'arrière. Ce furent les premières tourelles doubles montées sur un croiseur léger. Les lignes du gaillard ont été étudiées pour améliorer sa tenue à la mer.

Sa propulsion, la même que les destroyers, était composée de huit chaudières au mazout alimentant trois turbines.
Malgré un poids dépassant de 13 % la prévision, le navire a été considéré comme un succès. Ses caractéristiques ont été utilisés dans les navires de guerre japonais suivants.
Le navire a subi une refonte importante au début de 1944. les deux mono-canons simples de 140 mm ont été enlevés et remplacés par un canon automatique antiaérien de 120 mm. Un renforcement de la lutte antiaérienne a été opéré avec 15 canons antiaériens de 25 mm Type 96 (six doubles et un triple), une recherche radar et des grenades sous-marines.

## Service
Il participa à la seconde guerre sino-japonaise en 1933. En 1937, il servit à l'évacuation de civils japonais de Xiamen, dans le Sud de la Chine. Puis il est mis en réserve à la base navale de Yokosuka de 1938 à 1939. Le lendemain de l'attaque de Pearl Harbor, en tant que navire amiral de Sadamichi Kajioka, il participa à l'invasion de Wake (8 au 23 décembre 1941). Il fut endommagé par les tirs des défenseurs qui coulèrent deux destroyers, le Hayate et le Kisaragi. La flotte japonaise se retira à Kwajalein dans les îles Marshall. En août 1942, il participe à la bataille de Guadalcanal au sein de la 8e flotte de la marine impériale japonaise. En février 1943, il rejoint son port d'attache pour opérer des réparations et un renforcement de son armement de lutte antiaérienne.
Le 27 avril 1944 au large des Palaos, il est torpillé par le sous-marin américain USS Bluegill et coulé.